# Varallo Pombia
Varallo Pombia là một đô thị ở tỉnh Novara ở vùng Piedmont của Ý, tọa lạc cách 100 km về phía đông bắc của Torino and about 25 km về phía bắc của Novara. Tại thời điểm ngày 31 tháng 12 năm 2004, đô thị này có dân số 4.598 người và diện tích là 13,6 km².
Varallo Pombia giáp các đô thị: Borgo Ticino, Castelletto sopra Ticino, Divignano, Pombia, và Somma Lombardo.